# Simonkari
Simonkari är en ö i Finland.   Den ligger i kommunen Euraåminne (tidigare Luvia) i den ekonomiska regionen  Björneborgs ekonomiska region  och landskapet Satakunta, i den sydvästra delen av landet, 230 km nordväst om huvudstaden Helsingfors.